# Пам'ятки монументального мистецтва Мукачівського району
| Великолучківська | 1. | Пам'ятник Т.Шевченку                                                 | с. Великі Лучки   |
|                  | 2. | Пам'ятник двічі Герою Соц. Праці Ганні Ладані                        | с. Великі Лучки   |
| Нижньокоропецька | 3. | Пам'ятник М. Горькому                                                | с. Н.Коропець     |
| Новодавидківська | 4. | Пам'ятник/бронзове погруддя/ Ф. Медвідю — гравцю Київського «Динамо» | с. Нове Давидково |